# Pas Estret de Montesquiu
El Pas Estret de Montesquiu és una collada situada a 790,9 msnm en el terme municipal d'Isona i Conca Dellà (antic municipi d'Orcau), al Pallars Jussà. És en el punt de trobada de les pistes d'Orcau, Suterranya i Montesquiu, al vessant nord de la Torreta de Suterranya.